# Eschweilera baguensis
Eschweilera baguensis é uma espécie de lenhosa da família Lecythidaceae.
Apenas pode ser encontrada no seguinte país: Peru.